# شتيفان بيريتش
شتيفان بيريتش (بالألمانية: Stefan Perić)‏ (13 فبراير 1997 بسالزبورغ في النمسا - ) هو لاعب كرة قدم نمساوي في مركز الدفاع. شارك مع منتخب النمسا تحت 17 سنة لكرة القدم ومنتخب النمسا تحت 18 سنة لكرة القدم ومنتخب النمسا تحت 19 سنة لكرة القدم ومنتخب النمسا لكرة القدم. أما مع النوادي، فقد لعب مع نادي شتوتغارت وفي إف بي شتوتغارت الثاني ونادي ليفيرينج.

## وصلات خارجية
- ستيفان بيريتش على موقع الاتحاد الدولي (مؤرشف)  (الإنجليزية)
- ستيفان بيريتش على موقع الاتحاد الأوربي (الإنجليزية)
- ستيفان بيريتش على موقع قاعدة بيانات كرة القدم.إي يو (الإنجليزية)
- ستيفان بيريتش على موقع Soccerway.com (الإنجليزية)
- ستيفان بيريتش على موقع عالم كرة القدم.نت (الإنجليزية)